# Bill Kaulitz
Bill Kaulitz, född 1 september 1989 i Leipzig, Östtyskland, är en tysk artist och sångare i den tyska musikgruppen Tokio Hotel.

## Biografi
Kaulitz föddes som son till Simone och Jörg Kaulitz. Han har en tvillingbror, Tom Kaulitz. Då syskonen var sju år skilde sig föräldrarna. År 2009 gifte sig Kaulitz mor med Gorden Trümper, gitarrist i den tyska musikgruppen Fatun.
Bröderna visade tidigt intresse för musik; Bill Kaulitz för sång och Tom Kaulitz för gitarr. Trümper uppmuntrade deras intresse och hjälpte dem att starta en musikgrupp.
Då bröderna var 12 år träffade de Georg Listing (då 14) och Gustav Schäfer (då 13) vid en konsert. De fyra kom sedan att bilda en musikgrupp som gick under namnet Devillish. År 2005 ordnade David Jost ett möte mellan gruppen och skivbolaget Universal Music. Man skrev kontrakt och bytte namn till Tokio Hotel. Samma år kom gruppens debutskiva, Schrei. Den första singeln var Durch den Monsun, vilken nådde nummer 1 i Tyskland en månad efter utgivningen.

## Diskografi (Som Bill Kaulitz)
- 2012 - If I die tomorrow (Feat. Far East Movement)

## Privatliv
Bröderna bodde tidigare i Hamburg, men flyttade i oktober 2010 till Los Angeles. Bill Kaulitz är vegetarian och har medverkat i en kampanj för PETA.

## Image
Bill Kaulitz ritar många av sina scenkläder själv och menar att hans stil är influerad av David Bowie (och då särskilt filmen Labyrint), den tyska artisten Nena, vampyrer, Paris second hand-butiker och Dior Homme.
I september 2009 medverkade Kaulitz i en fotografering för Karl Lagerfeld inför Vogue Tysklands 30-årsjubileum. Lagerfeld beskrev Kaulitz som "The other idea of a german" (En annan bild av en tysk) och hävdade att Kaulitz med sin ovanliga styling blivit en superstjärna och modeikon.
År 2013 satt Kaulitz tillsammans med sin bror i juryn i den tyska versionen av Idol, Deutschland Sucht Den Superstar.